# FBST
O Teste de Significância Genuinamente Bayesiano (FBST, do inglês Full Bayesian Significance Test) é baseado no cálculo de uma quantidade denominada evidência a favor da hipótese (valor e ou e-value). De fato, é uma alternativa genuinamente bayesiana ao índice conhecido como nível descritivo do teste (valor p ou p-value). Assim, como na maioria dos trabalhos estatísticos, tem-se um parâmetro de interesse (teta) e um conjunto de observações que deve carregar informações sobre o parâmetro teta. Normalmente essas informações estão incluídas e descritas pela função de verossimilhança e pela distribuição a priori - aquela que descreve as incertezas sobre teta antes da obtenção da verossimilhança. A distribuição que engloba a informação a priori, descrita pela distribuição a priori, e a informação amostral, descrita pela verossimilhança, é denominada distribuição a posteriori. O FBST foi construído para o caso onde a hipótese nula é uma hipótese precisa (aquela que possui dimensão menor que o espaço paramétrico), embora possa ser usado para qualquer tipo de hipótese.